# Johannes Henricus Brand
Sir Johannes Henricus Brand, conosciuto anche con il nome di Jan Hendrik Brand o sir John Henry Brand (Città del Capo, 6 dicembre 1823 – Bloemfontein, 14 luglio 1888), fu un uomo politico boero, 4º presidente dello Stato Libero di Orange, dal 2 febbraio 1864 fino alla morte, nel 1888, celebre per aver perseguito una politica di mediazione e conciliazione fra le repubbliche boere e le colonie Britanniche in Sudafrica.

## Biografia
Egli nacque a Città del Capo, figlio di Sir Christoffel Joseph Brand (1797-1875), presidente della House of Assembly (l'assemblea legislativa della Colonia del Capo) e di Catharina Fredrica Kuchler. Frequentò il South African College nella sua città natale, per poi continuare la sua formazione a Leida, nei Paesi Bassi dove, nel 1845, conseguì il grado di D.C.L. (Doctor in Civil Law, in italiano dottore in diritto civile). Successivamente ritornò a Città del Capo, dove iniziò ad esercitare la professione di avvocato.
Iscritto all'Inner Temple (una delle quattro Inn of court) nel 1849, fu difensore alla Corte Suprema del Capo di Buona Speranza fino al 1863.
Intanto, nel 1851, si sposò con Johanna Sibella Zastron. La coppia ebbe 11 figli, di cui 8 maschi e tre femmine. Nel 1858 fu nominato professore di Diritto al South African College, istituto che da giovane lo aveva visto come studente.

### Carriera politica
Nel 1863, mentre era membro del parlamento del Capo, per via delle sue idee repubblicane in contrasto con le autorità britanniche, decise di emigrare nello stato libero di Orange, ancora instabile e molto turbolento, di cui l'anno seguente fu eletto presidente, come altre quattro volte nel corso della sua vita (nel 1869, 1874, 1879 e 1884), mantenendo tale carica fino alla morte.
Nel 1864, egli resistette alle pressioni dei Basuto sui confini dello stato libero di Orange e, dopo aver inutilmente tentato di persuadere Moshoeshoe, il capo Basuto a mantenere il suo popolo all'interno della repubblica, nel 1865 Brand dichiarò guerra contro di loro, scontro che terminò con il trattato Thaba Bosigo, firmato il 3 aprile 1866. Un secondo conflitto causato dalla slealtà dei Basuto, si concluse con il Trattato di Aliwal North, siglato il 12 febbraio 1869. Le condizioni dettate da Brand furono così dure, che Mosheshoe si vide costretto a convincere i Britannici ad annettersi il Basutoland, stato che poi prese il nome di Lesotho, quando ricevette l'indipendenza dal Regno Unito, il 4 ottobre 1966.
Nel 1871 si oppose senza successo all'annessione dell'importante distretto diamantifero del Griqualand West e della città di Kimberley da parte degli inglesi, riuscendo ad ottenere da loro, come contropartita, il versamento di 90 000 sterline.
Nello stesso anno gli fu richiesto, con insistenza, da molte parti, di assumere la presidenza del Transvaal, dopo le dimissioni di Marthinus Wessel Pretorius, in modo da unire le due repubbliche boere; ma data la nota politica anti britannica del Transvaal e, più in generale, poiché tale piano era osteggiato dalla Gran Bretagna, egli rifiutò, continuando a mantenere la consueta politica di neutralità e amicizia verso gli inglesi. A dimostrazione di ciò, per tutta la durata della guerra fra la Gran Bretagna e il Transvaal nel periodo 1880-1881 (la Prima Guerra Boera) egli si operò cercando di raggiungere la pace fra le forze schierate agendo come mediatore durante i negoziati. Tali meriti vennero riconosciuti dalla Gran Bretagna e direttamente dalla Regina Vittoria che, nel 1882 lo nominò cavaliere dell'Ordine di San Michele e di San Giorgio.
In politica interna la lunga presidenza di Brand grazie alla sua prudente amministrazione, diede luogo ad un periodo di relativa prosperità allo stato libero di Orange, nonostante le risorse limitate del suo territorio, tale da far guadagnare al suo paese il soprannome di “Repubblica Modello”.
Brand si spense a Bloemfontein il 14 luglio 1888.

## Riconoscimenti
In sua memoria venne eretta una statua, finanziata da pubblica sottoscrizione, a Bloemfontein.
La città di Ladybrand deve il suo nome in onore della madre del presidente, Catharina.
L'arteria più importante della città di Bloemfontein è stata battezzata President Brand in suo onore. Vi sono ubicati gli edifici più importanti della città come il Raadsaal, la Corte d'Appello, la storica Residenza Presidenziale, il Municipio e la Corte Suprema.
Sua la celebre frase: «alles zal recht komen als elkeen zijn plicht doet» (in italiano Tutto andrà bene se ognuno farà il proprio dovere).